# Поникве (Церкниця)
Поникве (словен. Ponikve) — поселення в общині Церкниця, Регіон Нотрансько-крашка, Словенія. Висота над рівнем моря: 656,4 м.